# Karl Schulz (1901-1971)
Karl Schulz (Kiel, 11 agosto 1901 – 9 marzo 1971) è stato un calciatore tedesco, di ruolo attaccante.